# 泣き笑いのエピソード
「泣き笑いのエピソード」（なきわらいのエピソード）は、秦基博の24枚目のシングル。2021年1月27日にAugusta Records（ユニバーサルミュージック）から発売された。

## 解説
- 23rdシングル「Raspberry Lover」から約1年2か月ぶりのリリース。
- 初回限定盤のDVDには、2020年8月27日に“原点の地”F.A.D YOKOHAMAで開催された無観客配信ライブ「Hata Motohiro Live at F.A.D YOKOHAMA 2020」の模様を、未公開楽曲含めフルサイズで収録。
- NHKの連続テレビ小説「おちょやん」の主題歌として、秦がこの番組の脚本を読んで書き下ろした。秦は「主人公・千代の、どんな苦境の中にあってもめげないその心、そして、自分の身にふりかかる不幸や悲しみを糧にして、それらを「笑顔」に変えていく力強さ、明るさ。その部分に一番感銘を受けて、この曲を書きました」とのコメントを寄せている[1]。

## 収録曲
1. 泣き笑いのエピソード
2. LOVE LETTER（コペルニクス AT HOME）
3. アース・コレクション（コペルニクス AT HOME）
4. カサナル
  - ストリングスアレンジをKANが担当。
  - 4月23日に自身の公式YouTubeチャンネルで公開された動画にて、同楽曲「カサナル」とKANの楽曲「キセキ」が“後に合体させることを想定して制作された”と発表し、同日、KAN＋秦 基博名義で「カサナルキセキ」を配信リリースした。実際に、合体前の両曲の作詞・作曲クレジットには「秦 基博＋」､「KAN＋」と表記されている。
5. 泣き笑いのエピソード（backing track）

## 初回限定盤特典内容
- 「Hata Motohiro Live at F.A.D YOKOHAMA 2020」の無観客配信ライブ映像

1. シンクロ
2. フォーエバーソング
3. 色彩
4. 恋の奴隷
5. Lost
6. 在る
7. Raspberry Lover
8. 9inch Space Ship
9. スミレ
10. ひまわりの約束
11. 鱗（うろこ）
12. 朝が来る前に
13. Interview & Bonus Track「トラノコ」